# Trnava (Třebíči járás)
Trnava település Csehországban, a Třebíči járásban. Trnava Vladislav, Valdíkov, Třebíč, Horní Vilémovice, Nárameč, Rudíkov és Přeckov településekkel határos. Lakosainak száma 768 fő (2024. január 1.).

## Népesség
A település lakosságának változását az alábbi diagram mutatja:
| Lakosok száma | 465  | 531  | 655  | 589  | 661  | 577  | 689  | 728  | 731  | 768  |
|               | 1869 | 1890 | 1921 | 1950 | 1980 | 2001 | 2017 | 2019 | 2022 | 2024 |